# Armando Eduardo Pinto Correia

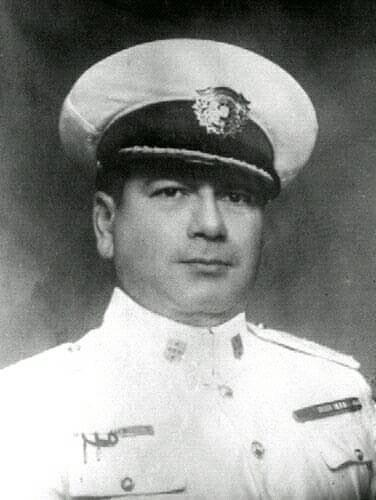
Armando Eduardo Pinto Correia

Armando Eduardo Pinto Correia (* 3. September 1897 in Estreito de Câmara de Lobos, Madeira, Portugal; † 29. Januar 1943 in Quelimane, Portugiesisch-Ostafrika) war ein portugiesischer Militär, Kolonialverwalter, Journalist und Schriftsteller im 20. Jahrhundert.

## Werdegang
Pinto Correia stammt aus Estreito de Câmara de Lobos auf der Insel Madeira und war der Sohn von Guilherme Pinto Correia und Ignacia Augusta Alves Correia.
Er besuchte das Gymnasium in Funchal, wo er sich im Oktober 1907 einschrieb, und die naturwissenschaftlichen Fakultäten in Lissabon und Coimbra. 1917 trat er in die Kriegsschule ein. Im selben Jahr trat er in die Kadettenlegion ein, die Sidónio Pais an die Macht bringen sollte. Am 30. März 1918 wurde er zum Fähnrich (alferes) befördert und vier Monate später zum portugiesischen Expeditionskorps im Ersten Weltkrieg nach Frankreich versetzt. Im Juli des folgenden Jahres kehrte er mit zwei Belobigungen nach Portugal zurück.
Im November 1919 wurde Pinto Correia zur schweren Maschinengewehrkompanie des 27. Infanterieregiment in Funchal versetzt. Kurz darauf lernte er Teresa de Sousa Pinto Correia kennen, die er am 22. Januar 1924 heiratete. Am 3. September desselben Jahres wird er aufgrund eines in der Nr. 141 des „Jornal da Madeira“ veröffentlichten Artikels, in dem er „die Exekutive in unbequemen Ausdrücken anspricht, die die Disziplin untergraben und seine Vorgesetzten beleidigen“, vom Kriegsminister mit 10 Tagen Gefängnis bestraft, die er in der Festung des Palácio de São Lourenço verbüßte. Pinto Correia wurde auf das Festland versetzt, wo er dem 10. Infanterieregiment in Bragança zugeteilt wurde, aber schließlich in Lissabon blieb, wo er in der Militärgarage diente.
Am 21. November 1924 wurde er zum Adjutanten von General Gomes da Costa ernannt und nahm am 18. April 1925 am nationalistischen Aufstand von General Sinel de Cordes teil, bei dem er als einziger im Kampf verwundet wurde. Er wurde im Krankenhaus von Estrela und anschließend im Fort São Julião da Barra, später vor Gericht gestellt und freigesprochen. Im September ging er nach Bragança, wo er dem 10. Infanterieregiment zugeteilt worden war und wo er nur etwa anderthalb Monate bleiben sollte, bis er am 21. November nach Lissabon zurückkehrte, nachdem er erneut zum Adjutanten von General Gomes da Costa ernannt wurde. Unter ihm nahm Pinto Correia am Putsch vom 28. Mai 1926 teil, der das Ende der Ersten Republik besiegelte. Als Gomes da Costa selbst durch einen Putsch abgesetzt wurde, begleitete Pinto Correia den General nach der Verhaftung im Palácio Nacional de Belém am 10. Juli 1926 ins Exil auf die Azoren. Während der General auf Terceira blieb, kam Pinto Correia auf die Insel São Miguel. Im April 1927 begab er sich ohne Erlaubnis auf die Insel Terceira, um General Gomes da Costa zu treffen und „ihn davon abzubringen, den Rang eines Marschalls anzunehmen, mit dem man ihn zufriedenstellen und beschwichtigen wollte.“ Gomes da Costa nahm den Marschalltitel aber an und Pinto Correia wurde bestraft und am 30. April 1927 nach Horta versetzt, wo er als Maschinengewehrausbilder für Offiziere, Lehrer und dann als Leiter des Regimentskurses und Kommandant der Rekrutenschule arbeitete. Hier erhielt eine Belobigung.

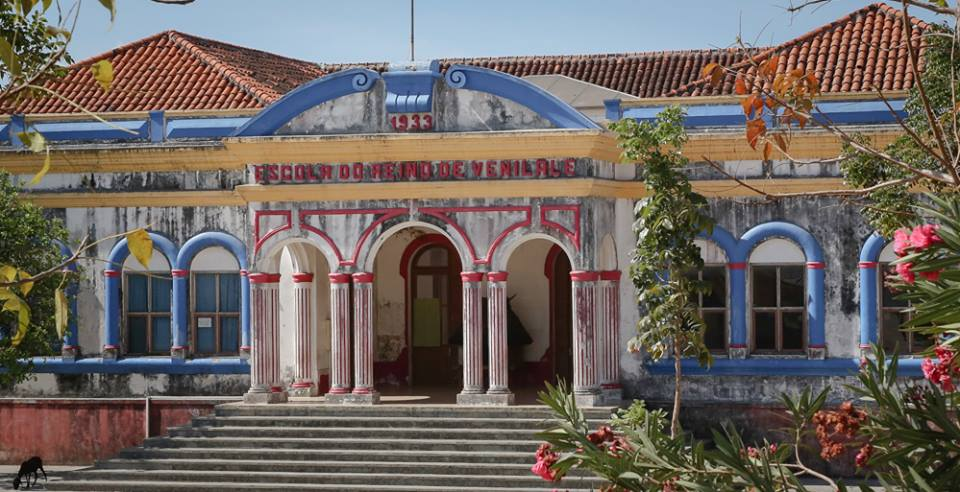
Die Escola do Reino de Venilale (2015), eine der von Pinto Correia erbauten Schulen in Osttimor

Am 1. Januar 1928 kam er wieder nach Lissabon und wurde dem 10. Jägerbataillon in Pinhel zugeteilt. Wieder blieb Pinto Correia aber in der Hauptstadt und blieb stattdessen dem Kriegsministerium zugeteilt. Am 15. April wurde er nach Portugiesisch-Timor entsandt, wo er am  27. Juni eintraf. Pinto Correia wurde Adjutant von Gouverneur Teófilo Duarte und zum Leiter der Abteilung für schwere Maschinengewehre. Am 17. September 1928 wurde er, inzwischen im Rang eines Leutnants, Verwalter der Militärkommandaturen Baucau, die er bis zum 6. Januar 1934 innehatte. In dieser Zeit ließ er mehrere Bauwerke errichten, die heute zu den lokalen Sehenswürdigkeiten gehören, so das Marktgebäude der Stadt Baucau und die sieben später sogenannten Pinto-Correia-Schulen, die nach seinem Bauplan entstanden. Danach folgte der Posten des Leiters der Abteilung für öffentliche Arbeiten der Kolonie. In dieser Zeit wurde er zweimal gelobt, das erste Mal am 4. Februar 1930 für die Art und Weise, wie er „die seiner Verwaltung anvertrauten Menschen, insbesondere die Jugend, moralisch und physisch zu verbessern suchte, indem er sie aus dem rückständigen Zustand, in dem sie sich befanden, herausholte, um sie in der Zukunft zu kräftigen und gesunden Menschen zu machen, Zu diesem Zweck förderte er den Bau von Schulen durch Beiträge des Volkes ohne Kosten für den Staat, in denen sie eine körperliche und moralische Erziehung erhielten, zusammen mit der Liebe zu Portugal, der Verehrung der Fahne, der Ausübung unserer Sprache und gleichzeitig einer verbesserten Ausbildung in der Landwirtschaft, wodurch ein Geschmack für das Land geschaffen wurde.“ Im März 1933 wurde er „für seine bemerkenswerte Verwaltungsarbeit gelobt, bei der er unübertroffene Arbeitsqualitäten, Kompetenz, Eifer, Hingabe und größtes Interesse an der ihm anvertrauten Verwaltung zeigte, insbesondere bei der Arbeit zur Ausweitung der Landwirtschaft auf dem gesamten Gebiet des Bezirks und der Erziehung der Eingeborenen, bei der er eine wirklich bemerkenswerte und angemessene Richtung vorgab, indem er nicht nur das Problem der Erziehung [...], sondern auch der Kinderbetreuung löste.“ Am 18. Juni 1934 wurde er zum Verwalter erster Klasse von Dili und gleichzeitig zum Bürgermeister der Stadt ernannt.
Am 30. Juni 1934 erhielt Pinto Correia in Mafra den Rang eines Hauptmanns (capitão) in Mafra, verließ aber dann die Armee, um in die Verwaltung einzutreten. Am 13. Juli wurde er zum Verwaltungsinspektor der Kolonien ernannt und am 31. Dezember nach Angola versetzt. Dort wurde er am 21. Februar 1936 als „faire Belohnung für seine Dienste“ zum Chefinspektor der Verwaltungsdienste Angolas ernannt. Am 23. August 1936 erhielt er denselben Posten in Portugiesisch-Ostafrika (heute Mosambik). In der Provinz Niassa war Pinto Correia zwischen 1936 und 1940 Verwaltungsinspekteur für Eingeborenenangelegenheiten. Am 27. Mai 1941 wurde er zum Gouverneur der Provinz Zambézia ernannt. Das Amt trat Pinto Correia am 11. August an. Hier starb er in Quelimane am 29. Januar 1943.

## Literarisches Wirken

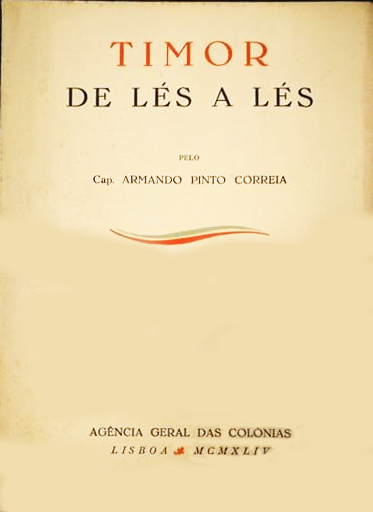
Timor de Lés a Lés (1944)

Pinto Correia begann bereits im Gymnasium mt dem Schreiben. Der Autor und Professor Horácio Bento de Gouveia teilt Pinto Correia literarische Arbeit in drei Phasen. Zunächst habe er die Dinge an der Oberfläche beschrieben. 1914 gründete er die Zeitung „Vida Académica“ und 1915 wurde er Herausgeber des „Jornal de Coimbra“. Ab 1920 arbeitete Pinto Correia in Funchal für die Diário de Notícias.
In die zweite literarische Phase als „Pamphleten und Polemikers, auf literarischem und politischem Gebiet“, trat Pinto Correia mit einer wenig schmeichelhafte Literaturkritik von ihm zum Gedichtband „Frutos“ des madeirensischen Dichters Jaime Sanches Câmara ein, die zu heftigen polemischen Angriffen in der lokalen Presse führte. Darauf folgte schließlich 1921 Pinto Correias Veröffentlichung des Buches „Um poeta em frangalhos“ (deutsch Ein Dichter in Fetzen). Pinto Correia wird von Bento de Gouveia für dieses Buch für seine „außergewöhnlichen Qualitäten als Kritiker, als pamphletierender Journalist: die scharfe literarische Analyse, die ätzende Kraft der Ironie, der strenge Bilderstürmer, der Turner der Denkfiguren“ gelobt. Bis Mitte der 1920er-Jahre veröffentlichte Pinto Correia im „Jornal da Madeira“ in Lissabon und auf Madeira zahlreiche Artikel zur portugiesischen Politik, in denen er sich gegen die aus seiner Sicht unzulänglichen Regierungsorgane stellte und sie angriff, was auch 1924 zu seiner Gefängnisstrafe führte. 1926 gründete er die „Revolução Nacional.“
1935 veröffentlichte Pinto Correia das Buch „Gentio de Timor“, mit dem er in dem Jahr den ersten Platz des Wettbewerbs für Kolonialliteratur (portugiesisch Concurso de Literatura Colonial) gewann. 1936 schrieb Arnold van Gennep über das Buch, „verdient dieser Band als Monographie zweifellos, zu den besten der Welt gezählt zu werden. Die kleinsten Details des sozialen Lebens der Eingeborenen, von der Geburt bis zum Tod, werden präzise und so beschrieben, dass man das Verhalten der Menschen und ihrer Umgebung, die zugrundeliegenden Riten und Glaubensvorstellungen perfekt nachvollziehen kann.“ Das Buch symbolisiert für Bento de Gouveia die dritte Phase des Autors als vollwertiger Schriftsteller.
Erst nach dem Tode von Pinto Correia wurde Timor de Lés a Lés veröffentlicht, in der mehrere Werke von ihm zusammengestellt wurden. Diese waren von Pinto Correia eigentlich nicht zur Veröffentlichung bestimmt und wurden unüberarbeitet in der Rohfassung abgedruckt. Auch in diesen Texten befasst sich Pinto Correia mit den Ritualen und Bräuchen der Timoresen, wie zum Beispiel mit der Ehe und dem Barlake. Er befasst sich auch mit den moralisch aus seiner Sicht „guten und schlechten Bräuchen“ und gibt Empfehlungen um die „schlechten“ abzuschaffen.

## Auszeichnungen
- Cavaleiro des Ordem do Império Colonial, 1934.[4]
- Träger des Ritterordens von Avis[3]

Am 25. Juni 1952 beschloss der Stadtrat von Lobos die Straße Caminho da Azinhaga nach Pinto Correia umzubenennen. Die Rua Capitão Armando Pinto Correia verbindet sein Geburtshaus in der Quinta de Santo António mit der Kirche Matriz do Estreito.

## Werke (Auswahl)
- Um poeta em frangalhos, 1921.
- Notas de Etnografia Timorense (Região de Baucau), BGC (Boletim Geral das Colónias), ano X, Lissabon, Agência Geral das Colónias, n.° 106, 1934, S. 35–52.
- Gentio de Timor, 1935 (2. Auflage: 2009).
- Timor de Lés a Lés, 1944 (postum).